# Vereinigte Sparkassen Eschenbach i.d.OPf. Neustadt a.d.Waldnaab Vohenstrauß
Die Vereinigte Sparkassen Eschenbach i.d.OPf. Neustadt a.d.Waldnaab Vohenstrauß sind ein öffentlich-rechtliches Kreditinstitut mit Sitz in Neustadt an der Waldnaab in Bayern. Ihr Geschäftsgebiet ist der Landkreis Neustadt a.d.Waldnaab sowie der Markt Neuhaus a.d. Pegnitz im Kreis Nürnberger Land, die Stadt Auerbach i.d. OPf. im Kreis Amberg-Sulzbach und die Stadt Erbendorf im Kreis Tirschenreuth. Träger der Sparkasse ist der Zweckverband Vereinigte Sparkassen Eschenbach i.d.OPf. Neustadt a.d.Waldnaab Vohenstrauß.

## Organisationsstruktur
Die Vereinigte Sparkassen Eschenbach i.d.OPf. Neustadt a.d.Waldnaab Vohenstrauß sind eine Anstalt des öffentlichen Rechts. Rechtsgrundlagen sind das Sparkassengesetz, die bayerische Sparkassenordnung und die durch den Träger der Sparkasse erlassene Satzung. Organe der Sparkasse sind der Vorstand und der Verwaltungsrat.

## Geschäftsausrichtung
Die Vereinigte Sparkassen Eschenbach i.d.OPf. Neustadt a.d.Waldnaab Vohenstrauß betreiben als Sparkasse das Universalbankgeschäft. Die Vereinigte Sparkassen Eschenbach i.d.OPf. Neustadt a.d.Waldnaab Vohenstrauß wies im Geschäftsjahr 2023 eine Bilanzsumme von 1,592 Mrd. Euro aus und verfügte über Kundeneinlagen von 1,196 Mrd. Euro. Gemäß der Sparkassenrangliste 2023 liegt sie nach Bilanzsumme auf Rang 270. Sie unterhält 19 Filialen/Selbstbedienungsstandorte und beschäftigt 230 Mitarbeiter.

## Sparkassen-Finanzgruppe
Die Vereinigte Sparkassen Eschenbach i.d.OPf. Neustadt a.d.Waldnaab Vohenstrauß sind Teil der Sparkassen-Finanzgruppe. Die Sparkasse vertreibt daher z. B. Bausparverträge der LBS, offene Investmentfonds der Deka und vermittelt Versicherungen der Versicherungskammer Bayern. Die Funktion der Sparkassenzentralbank nimmt die Bayerische Landesbank wahr.